# Dyschirus affinis
Dyschirus affinis är en skalbaggsart som beskrevs av Henry Clinton Fall. Dyschirus affinis ingår i släktet Dyschirus och familjen jordlöpare. Inga underarter finns listade i Catalogue of Life.